# Пелистерске очи
Пелистерске очи су два глечерска језера на Пелистеру (врху планине Баба). Постоји Велико (Големо) и Мало језеро, и она се заједно називају Пелистерске очи. Велико језеро се налази на надморској висини од 2218 m, дугачко је 233 m, а широко 162 m. Мало језеро се налази на надморској висини од 2180 m дугачко је 79 m а широко 162 m. Велико језеро је дубоко 14,5 m а мало 2,6 m. Поред Великог језера налази се планинарски дом са капацитетом 50-100 лежаја.